# Список судебных округов Верхней Австрии
Это список юрисдикций, расположенных в федеральной земле Верхняя Австрия. Перечислены все существующие юрисдикции, включая и бывшие судебные округа.

## История
В результате революции 1848 года в Австрийской империи, которая была направлена в первую очередь против монархического абсолютизма, одним из направлений стало также создание новых административных органов, включая и судебные округа.

### Решение о создании судебных округов
Существующие на сегодня юрисдикции относятся к 1849—1850 годам XIX века.
Постановление кайзера
На территории "Коронной земли Верхняя Австрия и Зальцбург" постановлением кайзера "Об организации судоустройства от 26.06.1949 № 289" намечалось создать 70 судебных округов (12 округов первого класса, 52 округа второго класса и 6 округов третьего класса) и три региональных суда в пяти судебных местностях во главе с Высшим земельным судом в Линце (нем. Oberlandesgericht Linz):
- Земельный суд Зальцбурга (нем. Landesgericht Salzburg) для герцогства Зальцбург (нем. Salzburg), частей Иннкрайса (нем. Innkreis) и Хаусрукка (нем. Hausruck) Верхней Австрии;

- Земельный суд Линца (нем. Landesgericht Linz) для Мюлькрайса (нем. Mühlkreis) и оставшихся частей Иннкрайса (нем. Innkreis) и Хаусрукка (нем. Hausruck);

- Земельный суд Штайра (нем. Landesgericht Steyr) для Траункрайса (нем. Traunkreis).

В территориальной подсудности Земельного суда Зальцбурга предполагалось образовать 27 судебных округов, в том числе:
- 22 судебных округа (по данным, указанным в постановлении кайзера от 26.06.1949 № 289, их территория составляла 124,7 австрийских кв. миль, население — 147.513 человек)[2]   в пределах герцогства Зальцбург (Абтенау, Верфен, Гастайн, Голлинг, Гольдегг, Гросарль, Зальфельден, Зальцбург с 2 отделениями, Лофер, Маттзе, Миттерзилль, Ноймаркт, Вайтвёрт (ныне Оберндорф), Радштадт, Санкт-Гильген, Санкт-Иоганн, Санкт-Михаэль, Таксенбах, Тальгау, Тамсвег, Халлайн и Целль-ам-Зе);
- 5 судебных округов из Верхней Австрии (четыре из судебной местности Иннкрайс — Браунау,  Вильдсхут, Маттигхофен, Мауэркирхен и один из судебной местности Хаусрукк — Мондзе).

Решение судебной комиссии
Первоначально было постановление имперского апелляционного суда Линца от 06.05.1850 № 166, опубликованного 10 мая 1850 года об упразднении княжеских и родовых судов.
В связи c отменой предыдущих юрисдикций комиссией 4 июля 1850 года было предложено совершать судебные сделки во вновь образованных судах. Судом Высшей инстанции стал Высший земельный суд Линца (нем. Oberlandesgericht Linz), которому напрямую подчинялись три региональных суда в территориальной подсудности, ранее определённой и согласованной в 1849 году:
- Земельный суд Зальцбурга (нем. Landesgericht Salzburg),
- Земельный суд Линца (нем. Landesgericht Linz),
- Земельный суд Штайра (нем. Landesgericht Steyr).

В состав региональных судов входило 48 районных судов в Верхней Австрии и 22 районных суда в герцогстве Зальцбург. Этими 70 юрисдикциями был сформирован самый низкий уровень судоустройства на территории коронной земли Верхняя Австрия и герцогства Зальцбург.
⇑

### Формирование судебных округов
- Земельный суд Вельса (нем. Landesgericht Wels) для крайса Вельс (нем. Kreis Wels),
- Земельный суд Зальцбурга (нем. Landesgericht Salzburg) для федеральной земли Зальцбург (нем. Salzburg),
- Земельный суд Линца (нем. Landesgericht Linz) для крайса Линц (нем. Kreis Linz),
- Земельный суд Рид-им-Иннкрайс (нем. Landesgericht Ried im Innkreis) для крайса Рид-им-Иннкрайс (нем. Kreis Ried im Innkreis),
- Земельный суд Штайра (нем. Landesgericht Steyr) для крайса Штайр (нем. Kreis Steyr).

⇑

### Современное положение
25 сентября 2015 года министр юстиции Австрии Вольфганг Брандштеттер объявил, что районный суд Монтафон будет упразднён 1 января 2017 года с присоединением к районному суду Блуденц. То есть, политические общины, входящие в территориальную подсудность судебного округа Монтафон, станут частью судебного округа Блуденц. В предыдущие годы Министерством юстиции Австрии предпринимались неоднократные попытки по ликвидации "нерентабельных" судебных округов, но они всегда пресекались из-за продолжающегося сопротивления государственных властей Форарльберга.
⇑

## Судебные округа
| Список судебных округов Верхней Австрии по состоянию на 1 января 2016 года                        | Список судебных округов Верхней Австрии по состоянию на 1 января 2016 года | Список судебных округов Верхней Австрии по состоянию на 1 января 2016 года | Список судебных округов Верхней Австрии по состоянию на 1 января 2016 года | Список судебных округов Верхней Австрии по состоянию на 1 января 2016 года | Список судебных округов Верхней Австрии по состоянию на 1 января 2016 года | Список судебных округов Верхней Австрии по состоянию на 1 января 2016 года | Список судебных округов Верхней Австрии по состоянию на 1 января 2016 года | Список судебных округов Верхней Австрии по состоянию на 1 января 2016 года | Список судебных округов Верхней Австрии по состоянию на 1 января 2016 года |
| Судебные округа                                                                                   | Судебные округа                                                            | Судебные округа                                                            | Судебные округа                                                            | Судебные округа                                                            | Судебные округа                                                            | Вышестоящие суды                                                           | Вышестоящие суды                                                           | Вышестоящие суды                                                           | Код и название политического округа                                        |
| Кодовый номер                                                                                     | Название                                                                   | Немецкое название                                                          | Дата образования                                                           | Территория, га                                                             | Население, чел. (2015.01.01)                                               | Земельный суд                                                              | Высший земельный суд                                                       | Верховный суд                                                              | Код и название политического округа                                        |
| ------------------------------------------------------------------------------------------------- | -------------------------------------------------------------------------- | -------------------------------------------------------------------------- | -------------------------------------------------------------------------- | -------------------------------------------------------------------------- | -------------------------------------------------------------------------- | -------------------------------------------------------------------------- | -------------------------------------------------------------------------- | -------------------------------------------------------------------------- | -------------------------------------------------------------------------- |
| 4011                                                                                              | Линц                                                                       | Linz                                                                       | 1850.07.04                                                                 | 6977,58                                                                    | 150916                                                                     | Земельный суд Линца                                                        | Высший земельный суд Линца                                                 | Верховный суд Австрии                                                      | 401 — Линц (Штадт)                                                         |
| 4021                                                                                              | Штайр                                                                      | Steyr                                                                      | 1850.07.04                                                                 | 115884,13                                                                  | 129488                                                                     | Земельный суд Штайра                                                       | Высший земельный суд Линца                                                 | Верховный суд Австрии                                                      | ↓ 402, 410, 415                                                            |
| ↑                                                                                                 | ↑                                                                          | ↑                                                                          | 1850.07.04                                                                 | 2654,03                                                                    | 38287                                                                      | Земельный суд Штайра                                                       | Высший земельный суд Линца                                                 | Верховный суд Австрии                                                      | 402 — Штайр (Штадт)                                                        |
| ↑                                                                                                 | ↑                                                                          | ↑                                                                          | 1850.07.04                                                                 | 15950,09                                                                   | 32284                                                                      | Земельный суд Штайра                                                       | Высший земельный суд Линца                                                 | Верховный суд Австрии                                                      | 410 — Линц-Ланд                                                            |
| ↑                                                                                                 | ↑                                                                          | ↑                                                                          | 1850.07.04                                                                 | 97280,01                                                                   | 58917                                                                      | Земельный суд Штайра                                                       | Высший земельный суд Линца                                                 | Верховный суд Австрии                                                      | 415 — Штайр-Ланд                                                           |
| 4031                                                                                              | Вельс                                                                      | Wels                                                                       | 1850.07.04                                                                 | 50370,04                                                                   | 129174                                                                     | Земельный суд Вельса                                                       | Высший земельный суд Линца                                                 | Верховный суд Австрии                                                      | ↓ 403, 418                                                                 |
| ↑                                                                                                 | ↑                                                                          | ↑                                                                          | 1850.07.04                                                                 | 4588,19                                                                    | 59858                                                                      | Земельный суд Вельса                                                       | Высший земельный суд Линца                                                 | Верховный суд Австрии                                                      | 403 — Вельс (Штадт)                                                        |
| ↑                                                                                                 | ↑                                                                          | ↑                                                                          | 1850.07.04                                                                 | 45781,85                                                                   | 69316                                                                      | Земельный суд Вельса                                                       | Высший земельный суд Линца                                                 | Верховный суд Австрии                                                      | 418 — Вельс-Ланд                                                           |
| 4041                                                                                              | Браунау-ам-Инн                                                             | Braunau am Inn                                                             | 1850.07.04                                                                 | 44320,87                                                                   | 49163                                                                      | Земельный суд Рид-им-Иннкрайс                                              | Высший земельный суд Линца                                                 | Верховный суд Австрии                                                      | 404 — Браунау-ам-Инн                                                       |
| 4042                                                                                              | Маттигхофен                                                                | Mattighofen                                                                | 1850.07.04                                                                 | 59689,70                                                                   | 50740                                                                      | Земельный суд Рид-им-Иннкрайс                                              | Высший земельный суд Линца                                                 | Верховный суд Австрии                                                      | 404 — Браунау-ам-Инн                                                       |
| 4051                                                                                              | Эфердинг                                                                   | Eferding                                                                   | 1850.07.04                                                                 | 36859,13                                                                   | 40002                                                                      | Земельный суд Вельса                                                       | Высший земельный суд Линца                                                 | Верховный суд Австрии                                                      | ↓ 405, 408                                                                 |
| ↑                                                                                                 | ↑                                                                          | ↑                                                                          | 1850.07.04                                                                 | 25952,37                                                                   | 32209                                                                      | Земельный суд Вельса                                                       | Высший земельный суд Линца                                                 | Верховный суд Австрии                                                      | 405 — Эфердинг                                                             |
| ↑                                                                                                 | ↑                                                                          | ↑                                                                          | 1850.07.04                                                                 | 10906,76                                                                   | 7793                                                                       | Земельный суд Вельса                                                       | Высший земельный суд Линца                                                 | Верховный суд Австрии                                                      | 408 — Грискирхен                                                           |
| 4061                                                                                              | Фрайштадт                                                                  | Freistadt                                                                  | 1850.07.04                                                                 | 91236,69                                                                   | 65012                                                                      | Земельный суд Линца                                                        | Высший земельный суд Линца                                                 | Верховный суд Австрии                                                      | ↓ 406, 416                                                                 |
| ↑                                                                                                 | ↑                                                                          | ↑                                                                          | 1850.07.04                                                                 | 77446,61                                                                   | 54705                                                                      | Земельный суд Линца                                                        | Высший земельный суд Линца                                                 | Верховный суд Австрии                                                      | 406 — Фрайштадт                                                            |
| ↑                                                                                                 | ↑                                                                          | ↑                                                                          | 1850.07.04                                                                 | 13790,08                                                                   | 10307                                                                      | Земельный суд Линца                                                        | Высший земельный суд Линца                                                 | Верховный суд Австрии                                                      | 416 — Урфар-Умгебунг                                                       |
| 4071                                                                                              | Бад-Ишль                                                                   | Bad Ischl                                                                  | 1850.07.04                                                                 | 78795,32                                                                   | 35054                                                                      | Земельный суд Вельса                                                       | Высший земельный суд Линца                                                 | Верховный суд Австрии                                                      | 407 — Гмунден                                                              |
| 4072                                                                                              | Гмунден                                                                    | Gmunden                                                                    | 1850.07.04                                                                 | 64457,06                                                                   | 64870                                                                      | Земельный суд Вельса                                                       | Высший земельный суд Линца                                                 | Верховный суд Австрии                                                      | 407 — Гмунден                                                              |
| 4081                                                                                              | Грискирхен                                                                 | Grieskirchen                                                               | 1850.07.04                                                                 | 46959,55                                                                   | 55585                                                                      | Земельный суд Вельса                                                       | Высший земельный суд Линца                                                 | Верховный суд Австрии                                                      | 408 — Грискирхен                                                           |
| 4092                                                                                              | Кирхдорф-ан-дер-Кремс                                                      | Kirchdorf an der Krems                                                     | 1850.07.04                                                                 | 123866,98                                                                  | 55793                                                                      | Земельный суд Штайра                                                       | Высший земельный суд Линца                                                 | Верховный суд Австрии                                                      | 409 — Кирхдорф-ан-дер-Кремс                                                |
| 4102                                                                                              | Траун                                                                      | Traun                                                                      | 1850.07.04                                                                 | 30033,19                                                                   | 110619                                                                     | Земельный суд Линца                                                        | Высший земельный суд Линца                                                 | Верховный суд Австрии                                                      | 410 — Линц-Ланд                                                            |
| 4113                                                                                              | Перг                                                                       | Perg                                                                       | 1850.07.04                                                                 | 83232,29                                                                   | 78599                                                                      | Земельный суд Линца                                                        | Высший земельный суд Линца                                                 | Верховный суд Австрии                                                      | ↓ 406, 411                                                                 |
| ↑                                                                                                 | ↑                                                                          | ↑                                                                          | 1850.07.04                                                                 | 61269,11                                                                   | 66652                                                                      | Земельный суд Линца                                                        | Высший земельный суд Линца                                                 | Верховный суд Австрии                                                      | 411 — Перг                                                                 |
| ↑                                                                                                 | ↑                                                                          | ↑                                                                          | 1850.07.04                                                                 | 21963,18                                                                   | 11947                                                                      | Земельный суд Линца                                                        | Высший земельный суд Линца                                                 | Верховный суд Австрии                                                      | 406 — Фрайштадт                                                            |
| 4122                                                                                              | Рид-им-Иннкрайс                                                            | Ried im Innkreis                                                           | 1850.07.04                                                                 | 58433,83                                                                   | 59100                                                                      | Земельный суд Рид-им-Иннкрайс                                              | Высший земельный суд Линца                                                 | Верховный суд Австрии                                                      | 412 — Рид-им-Иннкрайс                                                      |
| 4134                                                                                              | Рорбах                                                                     | Rohrbach                                                                   | 1850.07.04                                                                 | 91504,70                                                                   | 61601                                                                      | Земельный суд Линца                                                        | Высший земельный суд Линца                                                 | Верховный суд Австрии                                                      | ↓ 413, 416                                                                 |
| ↑                                                                                                 | ↑                                                                          | ↑                                                                          | 1850.07.04                                                                 | 82739,91                                                                   | 56414                                                                      | Земельный суд Линца                                                        | Высший земельный суд Линца                                                 | Верховный суд Австрии                                                      | 413 — Рорбах                                                               |
| ↑                                                                                                 | ↑                                                                          | ↑                                                                          | 1850.07.04                                                                 | 8764,79                                                                    | 5187                                                                       | Земельный суд Линца                                                        | Высший земельный суд Линца                                                 | Верховный суд Австрии                                                      | 416 — Урфар-Умгебунг                                                       |
| 4143                                                                                              | Шердинг                                                                    | Schärding                                                                  | 1850.07.04                                                                 | 61815,75                                                                   | 56528                                                                      | Земельный суд Рид-им-Иннкрайс                                              | Высший земельный суд Линца                                                 | Верховный суд Австрии                                                      | 414 — Шердинг                                                              |
| 4162                                                                                              | Урфар                                                                      | Urfahr                                                                     | 1850.07.04                                                                 | 45067,83                                                                   | 112435                                                                     | Земельный суд Линца                                                        | Высший земельный суд Линца                                                 | Верховный суд Австрии                                                      | ↓ 410, 416                                                                 |
| ↑                                                                                                 | ↑                                                                          | ↑                                                                          | 1850.07.04                                                                 | 2621,11                                                                    | 46511                                                                      | Земельный суд Линца                                                        | Высший земельный суд Линца                                                 | Верховный суд Австрии                                                      | 410 — Линц-Ланц                                                            |
| ↑                                                                                                 | ↑                                                                          | ↑                                                                          | 1850.07.04                                                                 | 42446,72                                                                   | 65924                                                                      | Земельный суд Линца                                                        | Высший земельный суд Линца                                                 | Верховный суд Австрии                                                      | 416 — Урфар-Умгебунг                                                       |
| 4174                                                                                              | Фёклабрукк                                                                 | Vöcklabruck                                                                | 1850.07.04                                                                 | 108486,18                                                                  | 132572                                                                     | Земельный суд Вельса                                                       | Высший земельный суд Линца                                                 | Верховный суд Австрии                                                      | 417 — Фёклабрукк                                                           |
| 4                                                                                                 | Верхняя Австрия                                                            | Верхняя Австрия                                                            | Верхняя Австрия                                                            | 1.197.990,82                                                               | 1.437.251                                                                  | Oberösterreich                                                             | Oberösterreich                                                             | Oberösterreich                                                             | SS: 401÷403; PB: 404-418*                                                  |
| * SS — штатутарштадты (нем. Statutarstädte); PB — политические округа (нем. politischer Bezirke). |                                                                            |                                                                            |                                                                            |                                                                            |                                                                            |                                                                            |                                                                            |                                                                            |                                                                            |

Q: STATISTIK AUSTRIA. Erstellt am 1.1.2016  (нем.)
⇑

## Упразднённые судебные округа
В данном разделе показаны все ликвидированные на текущий момент районные суды Верхней Австрии, созданные в результате реформы 1849—1850гг., в разрезе политических округов, в которых они были упразднены. Для упразднённых районных судов также указаны вышестоящие земельные суды на момент их закрытия.
| Список упразднённых судебных округов Верхней Австрии по состоянию на 1 января 2016 года | Список упразднённых судебных округов Верхней Австрии по состоянию на 1 января 2016 года | Список упразднённых судебных округов Верхней Австрии по состоянию на 1 января 2016 года | Список упразднённых судебных округов Верхней Австрии по состоянию на 1 января 2016 года | Список упразднённых судебных округов Верхней Австрии по состоянию на 1 января 2016 года | Список упразднённых судебных округов Верхней Австрии по состоянию на 1 января 2016 года | Список упразднённых судебных округов Верхней Австрии по состоянию на 1 января 2016 года | Список упразднённых судебных округов Верхней Австрии по состоянию на 1 января 2016 года |
| Кодовый номер                                                                           | Название судебного округа                                                               | Немецкое название                                                                       | Дата образования судебного округа                                                       | Дата ликвидации судебного округа                                                        | Земельный суд                                                                           | Высший земельный суд                                                                    | Политический округ                                                                      |
| --------------------------------------------------------------------------------------- | --------------------------------------------------------------------------------------- | --------------------------------------------------------------------------------------- | --------------------------------------------------------------------------------------- | --------------------------------------------------------------------------------------- | --------------------------------------------------------------------------------------- | --------------------------------------------------------------------------------------- | --------------------------------------------------------------------------------------- |
| 4102                                                                                    | Линц-Ланд                                                                               | Linz Land                                                                               | 1850.07.04                                                                              | 2005.01.01                                                                              | Земельный суд Линца                                                                     | Высший земельный суд Линца                                                              | Линц-Ланд                                                                               |
| 4111                                                                                    | Грайн                                                                                   | Grein                                                                                   | 1850.07.04                                                                              | 2003.01.01                                                                              | Земельный суд Линца                                                                     | Высший земельный суд Линца                                                              | Перг                                                                                    |
| 4112                                                                                    | Маутхаузен                                                                              | Mauthausen                                                                              | 1850.07.04                                                                              | 2014.01.01                                                                              | Земельный суд Линца                                                                     | Высший земельный суд Линца                                                              | Перг                                                                                    |
| -                                                                                       | Хаслах                                                                                  | Haslach                                                                                 | 1850.07.04                                                                              | 1923.06.01                                                                              | Земельный суд Линца                                                                     | Высший земельный суд Линца                                                              | Рорбах                                                                                  |
| 4131                                                                                    | Айген                                                                                   | Aigen                                                                                   | 1850.07.04                                                                              | 2003.01.01                                                                              | Земельный суд Линца                                                                     | Высший земельный суд Линца                                                              | Рорбах                                                                                  |
| 4132                                                                                    | Лембах                                                                                  | Lembach                                                                                 | 1850.07.04                                                                              | 2003.01.01                                                                              | Земельный суд Линца                                                                     | Высший земельный суд Линца                                                              | Рорбах                                                                                  |
| 4133                                                                                    | Нойфельден                                                                              | Neufelden                                                                               | 1850.07.04                                                                              | 2003.01.01                                                                              | Земельный суд Линца                                                                     | Высший земельный суд Линца                                                              | Рорбах                                                                                  |
| -                                                                                       | Оттенсхайм                                                                              | Ottensheim                                                                              | 1850.07.04                                                                              | 1958.04.01                                                                              | Земельный суд Линца                                                                     | Высший земельный суд Линца                                                              | Урфар-Умгебунг                                                                          |
| 4162                                                                                    | Урфар                                                                                   | Urfahr                                                                                  | 1850.07.04                                                                              | 1958.04.01                                                                              | Земельный суд Линца                                                                     | Высший земельный суд Линца                                                              | Урфар-Умгебунг                                                                          |
| 4161                                                                                    | Леонфельден                                                                             | Leonfelden                                                                              | 1850.07.04                                                                              | 2013.01.01                                                                              | Земельный суд Линца                                                                     | Высший земельный суд Линца                                                              | Урфар-Умгебунг                                                                          |
| 4162                                                                                    | Урфар-Умгебунг                                                                          | Urfahr-Umgebung                                                                         | 1958.04.01                                                                              | 2013.01.01                                                                              | Земельный суд Линца                                                                     | Высший земельный суд Линца                                                              | Урфар-Умгебунг, Линц (Штадт)                                                            |
| 4063                                                                                    | Унтервайсенбах                                                                          | Unterweißenbach                                                                         | 1850.07.04                                                                              | 2003.01.01                                                                              | Земельный суд Линца                                                                     | Высший земельный суд Линца                                                              | Фрайштадт                                                                               |
| 4062                                                                                    | Прегартен                                                                               | Pregarten                                                                               | 1850.07.04                                                                              | 2014.01.01                                                                              | Земельный суд Линца                                                                     | Высший земельный суд Линца                                                              | Фрайштадт                                                                               |
| 4044                                                                                    | Вильдсхут                                                                               | Wildshut                                                                                | 1850.07.04                                                                              | 2003.01.01                                                                              | Земельный суд Рид-им-Иннкрайс                                                           | Высший земельный суд Линца                                                              | Браунау-ам-Инн                                                                          |
| 4043                                                                                    | Мауэркирхен                                                                             | Mauerkirchen                                                                            | 1850.07.04                                                                              | 2005.01.01                                                                              | Земельный суд Рид-им-Иннкрайс                                                           | Высший земельный суд Линца                                                              | Браунау-ам-Инн                                                                          |
| 4121                                                                                    | Обернберг-ам-Инн                                                                        | Obernberg am Inn                                                                        | 1850.07.04                                                                              | 2005.01.01                                                                              | Земельный суд Рид-им-Иннкрайс                                                           | Высший земельный суд Линца                                                              | Рид-им-Иннкрайс                                                                         |
| 4142                                                                                    | Раб                                                                                     | Raab                                                                                    | 1850.07.04                                                                              | 2003.01.01                                                                              | Земельный суд Рид-им-Иннкрайс                                                           | Высший земельный суд Линца                                                              | Шердинг                                                                                 |
| 4141                                                                                    | Энгельхартсцелль                                                                        | Engelhartszell                                                                          | 1850.07.04                                                                              | 2003.01.01                                                                              | Земельный суд Рид-им-Иннкрайс                                                           | Высший земельный суд Линца                                                              | Шердинг                                                                                 |
| 4091                                                                                    | Грюнбург                                                                                | Grünburg                                                                                | 1850.07.04                                                                              | 2003.01.01                                                                              | Земельный суд Штайра                                                                    | Высший земельный суд Линца                                                              | Кирхдорф-ан-дер-Кремс                                                                   |
| 4093                                                                                    | Кремсмюнстер                                                                            | Kremsmünster                                                                            | 1850.07.04                                                                              | 2003.01.01                                                                              | Земельный суд Штайра                                                                    | Высший земельный суд Линца                                                              | Кирхдорф-ан-дер-Кремс                                                                   |
| 4094                                                                                    | Виндишгарстен                                                                           | Windischgarsten                                                                         | 1850.07.04                                                                              | 2013.01.01                                                                              | Земельный суд Штайра                                                                    | Высший земельный суд Линца                                                              | Кирхдорф-ан-дер-Кремс                                                                   |
| -                                                                                       | Санкт-Флориан                                                                           | St. Florian                                                                             | 1850.07.04                                                                              | 1958.04.01                                                                              | Земельный суд Штайра                                                                    | Высший земельный суд Линца                                                              | Линц-Ланд                                                                               |
| 4103                                                                                    | Нойхофен-ан-дер-Кремс                                                                   | Neuhofen an der Krems                                                                   | 1850.07.04                                                                              | 2005.01.01                                                                              | Земельный суд Штайра                                                                    | Высший земельный суд Линца                                                              | Линц-Ланд                                                                               |
| 4101                                                                                    | Энс                                                                                     | Enns                                                                                    | 1850.07.04                                                                              | 2014.01.01                                                                              | Земельный суд Штайра                                                                    | Высший земельный суд Линца                                                              | Линц-Ланд                                                                               |
| 4152                                                                                    | Вайер                                                                                   | Weyer                                                                                   | 1850.07.04                                                                              | 2014.01.01                                                                              | Земельный суд Штайра                                                                    | Высший земельный суд Линца                                                              | Штайр-Ланд                                                                              |
| 4181                                                                                    | Ламбах                                                                                  | Lambach                                                                                 | 1850.07.04                                                                              | 2013.01.01                                                                              | Земельный суд Вельса                                                                    | Высший земельный суд Линца                                                              | Вельс-Ланд                                                                              |
| 4084                                                                                    | Вайценкирхен                                                                            | Waizenkirchen                                                                           | 1850.07.04                                                                              | 1923.06.01                                                                              | Земельный суд Вельса                                                                    | Высший земельный суд Линца                                                              | Грискирхен                                                                              |
| 4082                                                                                    | Хаг-ам-Хаусрукк                                                                         | Haag am Hausruck                                                                        | 1850.07.04                                                                              | 2003.01.01                                                                              | Земельный суд Вельса                                                                    | Высший земельный суд Линца                                                              | Грискирхен                                                                              |
| 4083                                                                                    | Пойербах                                                                                | Peuerbach                                                                               | 1850.07.04                                                                              | 2014.01.01                                                                              | Земельный суд Вельса                                                                    | Высший земельный суд Линца                                                              | Грискирхен                                                                              |
| 4173                                                                                    | Шваненштадт                                                                             | Schwanenstadt                                                                           | 1850.07.04                                                                              | 2005.01.01                                                                              | Земельный суд Вельса                                                                    | Высший земельный суд Линца                                                              | Фёклабрукк                                                                              |
| 4171                                                                                    | Франкенмаркт                                                                            | Frankenmarkt                                                                            | 1850.07.04                                                                              | 2013.01.01                                                                              | Земельный суд Вельса                                                                    | Высший земельный суд Линца                                                              | Фёклабрукк                                                                              |
| 4172                                                                                    | Мондзе                                                                                  | Mondsee                                                                                 | 1850.07.04                                                                              | 2013.01.01                                                                              | Земельный суд Вельса                                                                    | Высший земельный суд Линца                                                              | Фёклабрукк                                                                              |

Q: STATISTIK AUSTRIA. Erstellt am 1.1.2016  (нем.)
⇑

## Доказательства и источники
- Австрийская информационная система Rechtsinformationssystem des Bundes (RIS)  (нем.)
- Исторические законы и нормативные акты ALEX Historische Rechts- und Gesetzestexte Online  (нем.)
- Географические справочники, 1903÷1908 GenWiki  (нем.)
- Географические справочники GenWiki  (нем.)
- Австрия GenWiki  (нем.)
- Региональный научно-исследовательский портал GenWiki  (нем.)

⇑

## Внешние ссылки
- Немецко-русский переводчик, Google

## Лицензия
- Лицензия: Namensnennung 3.0 Österreich (CC BY 3.0 AT)  (нем.)